# Ride the Wild Wind
Ride the Wild Wind este o melodie compusă de trupa britanică de rock, Queen. Cântecul a fost scris de Roger Taylor și a fost lansat ca single în cadrul celui de-al paisprezecelea album al formației, Innuendo. Single-ul a ajuns în clasamente doar în Polonia, acolo unde a urcat pe locul 1.

## Clasament
| Țară (1992)                   | Poziție vârf |
| ----------------------------- | ------------ |
| Polonia (Związek Producentów) | 1            |

## Personal
- Freddie Mercury - voce, clape
- Brian May -chitară electrică
- Roger Taylor - voce, tobe, pian
- John Deacon - chitară bas